# 伊藤祐介
伊藤 祐介（いとう ゆうすけ、1990年10月20日 - ）は、宮城県仙台市出身の元プロ野球選手（投手）。左投左打。

## 経歴

### プロ入り前
小学校3年時から投手として野球を始め、仙台市立西多賀中学校時代は七ヶ浜シニアに所属した。
聖和学園高等学校では、1年時の秋からベンチ入りする。2年時の秋からエースとなり、県大会3位で同校野球部創部4年目で東北大会初出場に貢献した。3年時の夏は、宮城県大会ベスト8で仙台二高と4-4で延長15回引き分け、再試合に末に0-3で敗れる。甲子園出場経験は無し。
東北学院大学に進学すると、仙台六大学野球連盟に加盟している野球部に入部する。1年時の春から公式戦に登板し、秋に新人賞、2年春に敢闘賞。3年時からエースとなる。イニングを超えるほどの奪三振を量産し、3年時の春には、東北工業大学戦で7回参考ながらノーヒットノーランを達成。1年時の春はリーグ3位、1年時の秋から4年時の春まではリーグ2位で、全て東北福祉大学が優勝していたが、4年時の秋に遂に宿敵を破り全勝でリーグ優勝を達成した。リーグ通算20勝9敗、防御率1.63。明治神宮大会の代表決定トーナメントでは多和田真三郎（富士大）と投げ合ってコールド負け。
2012年10月25日、プロ野球ドラフト会議で福岡ソフトバンクホークスからドラフト2位指名を受けた。背番号は49。

### ソフトバンク時代
2013年のプロ1年目は大半を三軍で過ごした。9月26日に1度二軍で先発したが2試合の登板に終わった。
シーズンオフは台湾で行われた2013アジアウインターベースボールリーグにNPB選抜として参加し、中継ぎ投手として10試合に登板し、防御率3.38、WHIP1.31の成績だった。
2014年は、三軍で11試合に登板したものの、左肘の故障もあり二軍公式戦での登板は無かった。
2015年は、2月の春季キャンプで背筋痛を発症し再びリハビリ組となり、4月11日の三軍の試合で実戦復帰したが、10月4日、戦力外通告を受けた。その後同球団と育成契約をし、背番号は123になった。
2016年は、ウエスタン・リーグにおいて17試合に登板し、21回2/3を投げ、2勝1敗、防御率2.49の成績を残した。10月31日、規約に基づき自由契約公示された。12月2日、来シーズンの育成選手契約締結が発表された。
2017年は、ウエスタン・リーグにおいて自己最多の26試合に登板し、50回2/3を投げ、3勝4敗、防御率3.38の成績で二軍の中継ぎのローテーションの一角を担うが、支配下復帰には至らなかった。10月4日のチームのポストシーズンに向けての一軍の練習においてケース打撃登板に抜擢される 。10月31日、育成選手制度の規定に基づき自由契約公示されたが、12月6日、来シーズンの育成選手契約締結が発表された。
2018年、ウエスタン・リーグにおいて25試合に登板し、46回2/3を投げ、4勝2敗、防御率3.86の成績で、支配下復帰には至らなかった、
10月4日、戦力外通告を受け、現役引退の意向を表明した。10月31日、自由契約公示。

### 現役引退後
2019年より福岡ソフトバンクホークスの打撃投手を務める。背番号は104。

## 選手としての特徴・人物
柔らかいフォームから繰り出す最速148km/hのストレートと、キレ味鋭いスライダー・落差のあるカーブ・チェンジアップといった変化球とのコンビネーションで抑える左腕。

## 詳細情報

### 年度別投手成績
- 一軍公式戦出場なし

### 背番号
- 49 （2013年 - 2015年）
- 123 （2016年 - 2018年）
- 104 （2019年 - ）

### 登場曲
- 「What Makes You Beautiful」ワン・ダイレクション （2013年）
- 「Danza Kuduro」Don Omar Feat. Lucenzo （2014年 - ）

### 代表歴
- 2013年アジアウインターベースボールリーグ：NPB選抜